# Adam Bachdaj
Adam Bahdaj, ông sinh ngày 2 tháng 1 năm 1918 tại Zakopane và mất ngày 7 tháng 5 năm 1985 tại Warsaw. Ông là nhà văn và dịch giả tiếng Hungary người Ba Lan.

## Cuộc đời và sự nghiệp
Bahdaj học tại Khoa Luật của Đại học Jagiellonian ở Kraków và tại Trường Kinh tế Warsaw. Năm 1939, ông tham gia chiến dịch Ba Lan bảo vệ lãnh thổ Ba Lan chống lại sự xâm lược của quân đội Đệ tam Đế chế và Liên Xô, và sau đó ông là một nhà hoạt động của cộng đồng người Ba Lan ở Hungary. Năm 1945, ông trở lại Ba Lan. Ông ra mắt công chúng với tập thơ Iskry from the Hammer với bút danh Jan Kot. Ông viết tiểu thuyết giật gân dưới bút danh Dominik Damian.
Ông chủ yếu được biết đến với các tiểu thuyết dành cho trẻ em và thanh thiếu niên. Trong cuộc bình chọn của độc giả " Płomyk " và "Świat Młodych" , ông đã được trao giải "Cây bút đại bàng" cho nhà văn được yêu thích nhất vào năm 1970.
Ông đã dịch thơ của Lajos Áprily. Năm 1943, tuyển tập thơ của tác giả Hungary đã được xuất bản tại Budapest bằng tiếng Ba Lan.
Năm 1974, ông được trao tặng Bằng khen Chữ thập vàng và nhận giải thưởng của Thủ tướng Chính phủ về thành tích suốt đời vì trẻ em và thanh thiếu niên. Hơn nữa, ông còn được tặng thưởng Huân chương của Ủy ban Giáo dục Quốc gia .
Ông là cha của Mark Bahdaj , một nhà biên kịch phim. Ông được an táng tại Nghĩa trang Northern Communal ở Warszawa.

## Tác phẩm nghệ thuật

### Tác phẩm văn học
- Khởi đầu đầu tiên của họ (1949)
- Rocky Side (1952)
- Nhân viên cứu hộ nhỏ (1953)
- Trên con đường đầy tuyết (1953)
- Cuộc phiêu lưu của Wojtek (1953)
- Đường mòn trượt tuyết (1954)
- Đường qua núi (1956), ký ức tuổi trẻ
- Chuyện ngoài tuyết này ... (1958)
- Lúc bảy giờ ở Budapest (1958)
- Order of the Moon ( NXB Łódź , 1959)
- Ngày lễ với hồn ma ( 1961)
- Chú ý! Ô đen! (1963)
- A Taste of Life (1965)
- Cướp biển Quần đảo Ca hát (1966)
- Một chiếc mũ cho một trăm nghìn (1966)
- Về phía thành phố Kansas (1969)
- Black Sombrero (1970)
- Nhà của bạn ở đâu, Telemachus? (1982) , sự tiếp nối của Telemachus trong quần jean , vào năm 1984, cuốn sách được ghi vào Danh sách Danh dự IBBY [7][8]
- Dan Drewer và người da đỏ (1985)
- Con voi nhảy múa (1987)
- Mặt nạ và khuôn mặt
- Từ đầu đến cuối
- Mặt trời tỏa sáng sau cơn bão

##### SeriesĐọc cho mẹ nghe
- Over the Stream (1956)
- Buổi hòa nhạc Moon (1965)
- Bức ảnh đẹp nhất (1968)
- The Painted Hive (1971)

##### Tác phẩm thiếu nhi
- Lễ hội ở Bławatów (1958)
- Những cuộc phiêu lưu của Quả bóng bạc (1958)
- Wasik (1964)
- Về cướp biển Rum-Barbari và một số thứ khác (1965)
- Phi công và Tôi (1967)
- Cuộc đua lớn (1967)
- Little Penguin Pik-Pok (1969)
- About a Little Cufflink and a Big Trout (1971)
- A Journey into the Unknown (1972)
- Pan Piramido từ tầng mười ba (1973)

##### Dominik Damian
- The Stranger from the Calypso Bar (1959)
- Người mẫu tóc đỏ (1959)
- Đáy thứ hai (1963)
- Chân dung với một đoạn văn (1964)

### Phim chuyển thể từ các tác phẩm của Adam Bahdaj
- Trong những năm 1988–1992, một loạt phim hoạt hình múa rối dài 26 tập Mały Pingwin Pik-Pok dựa trên một cuốn sách của Adam Bahdaj đã được sản xuất tại Se-ma-for ở Łódź. Nhân vật chính là một chú chim cánh cụt chán ngấy việc ngồi trên Đảo Bão Tuyết và quyết định khám phá thế giới.
- Cho đến giờ nghỉ 0: 1 (1957), loạt phim truyền hình và điện ảnh Paragon Goal, Ngày lễ ma dựa trên tác phẩm này.
- Hành trình cho một nụ cười (1964), một bộ phim truyền hình dài tập và một bộ phim dài tập đã được thực hiện dựa trên truyện này.
- Biên giới thứ ba (1973)
- Telemach in jeans (1979) , giải Silver Goats năm 1981 , phần tiếp theo là Where is your home, Telemachus? , trên cơ sở cả hai cuốn sách đã được làm thành phim truyện Ở phía thứ năm của thế giới
- Tôi đặt cược vào Tolka Banana (1966), một loạt phim truyền hình đã được tạo ra trên truyện này.